# Brühlsche Terrasse

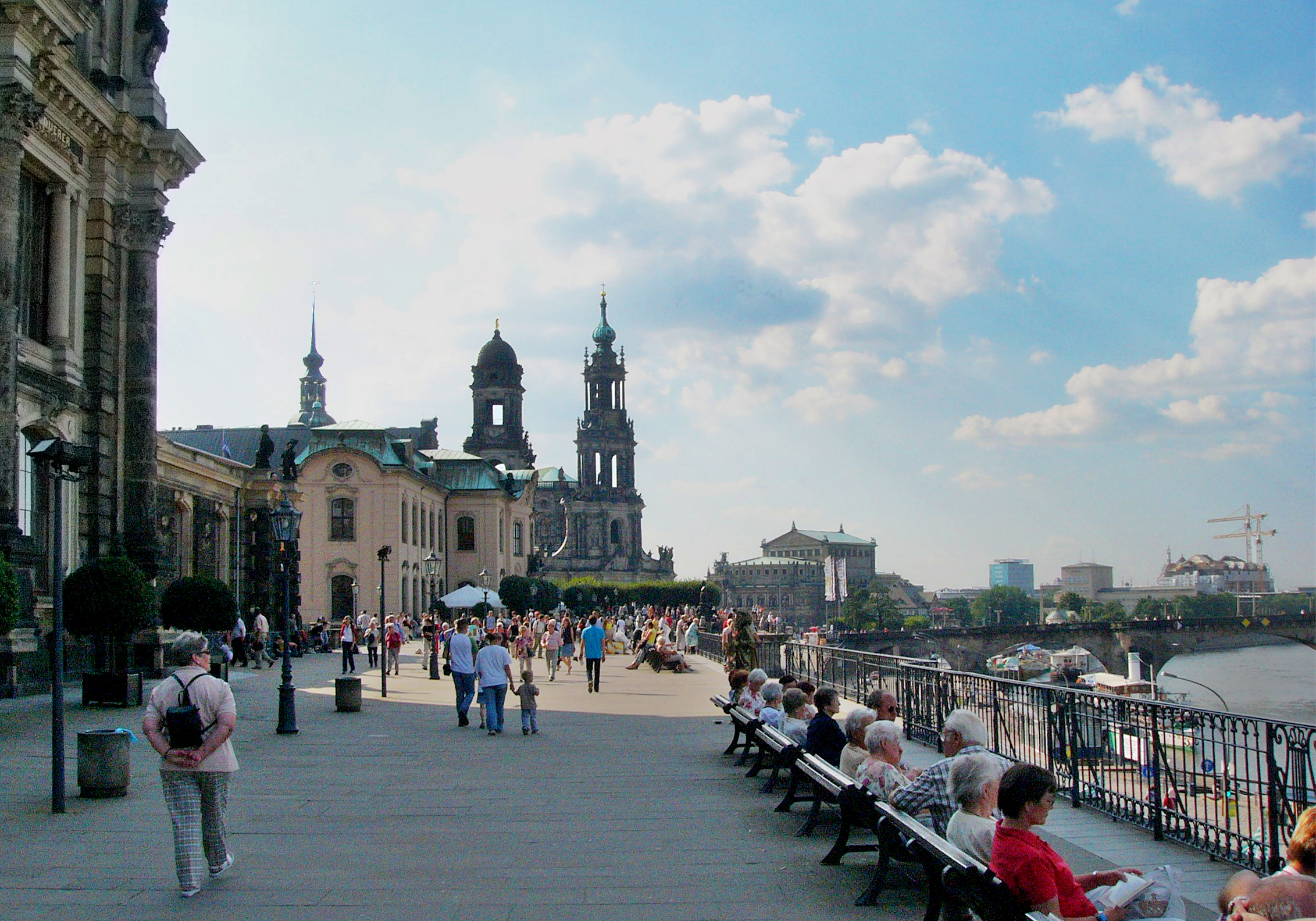
Dresda (Sassonia, Germania): la Brühlsche Terrasse

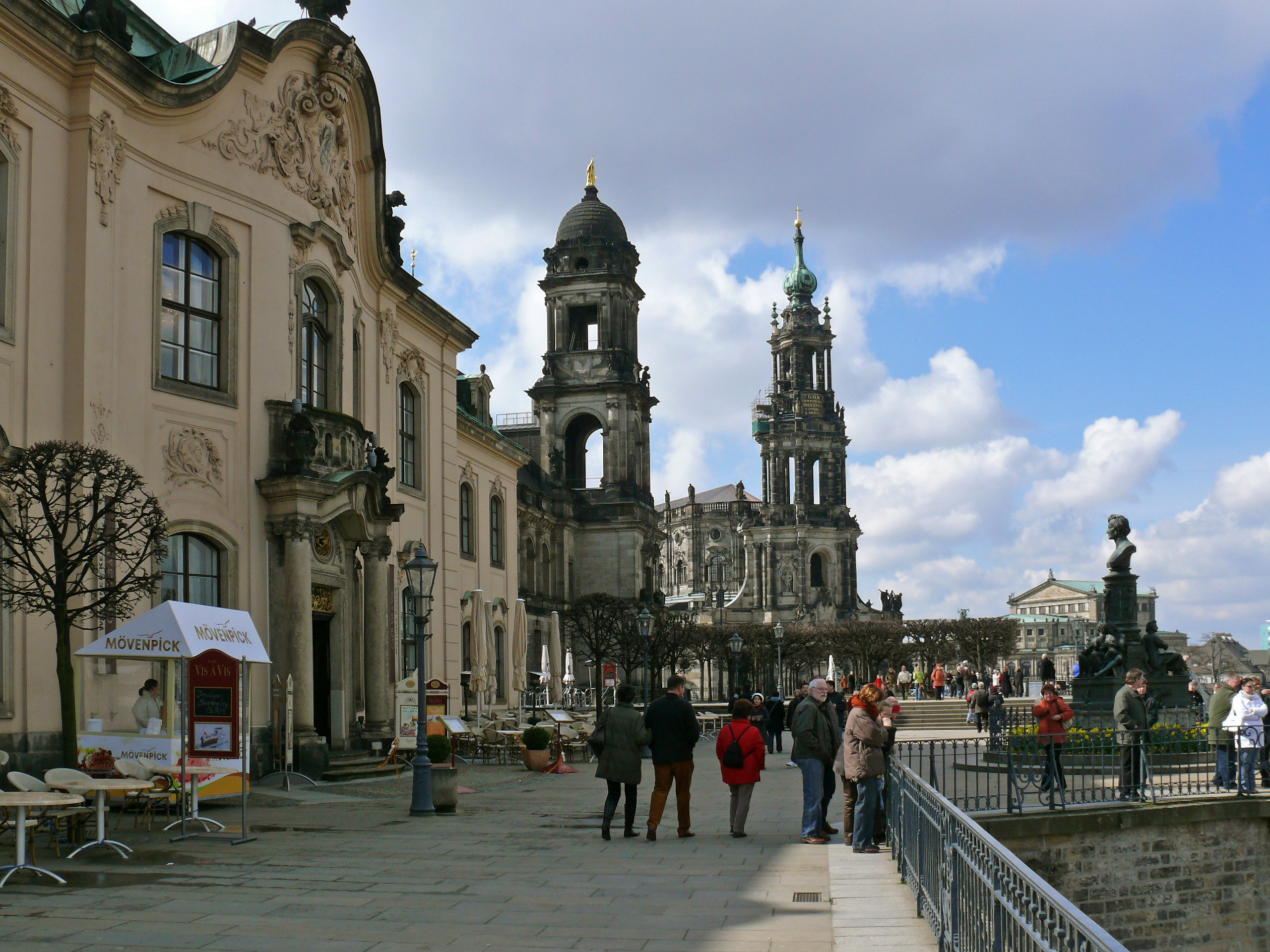
Particolare della Brühlsche Terrasse

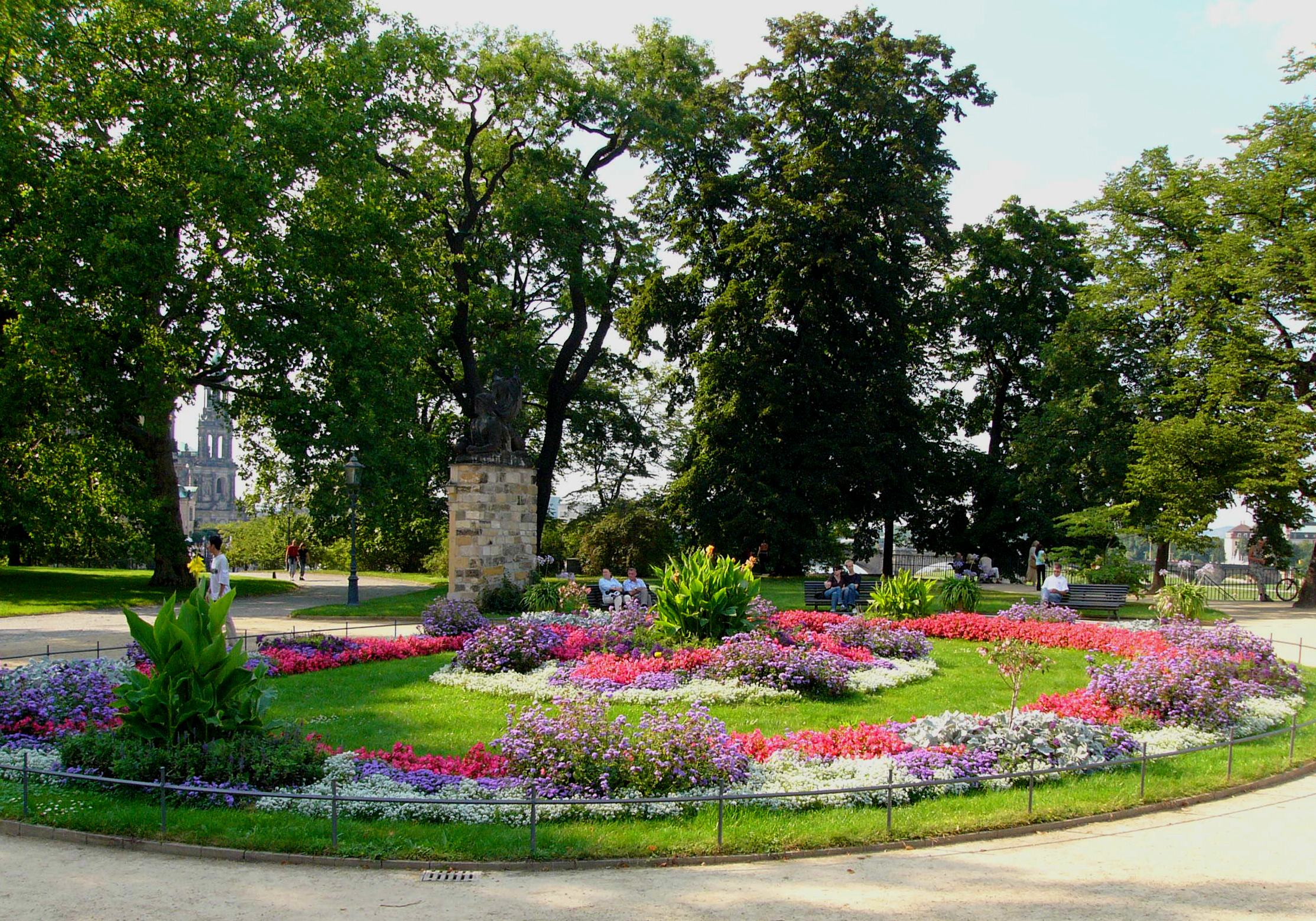
Il giardino Brühlsche Garten

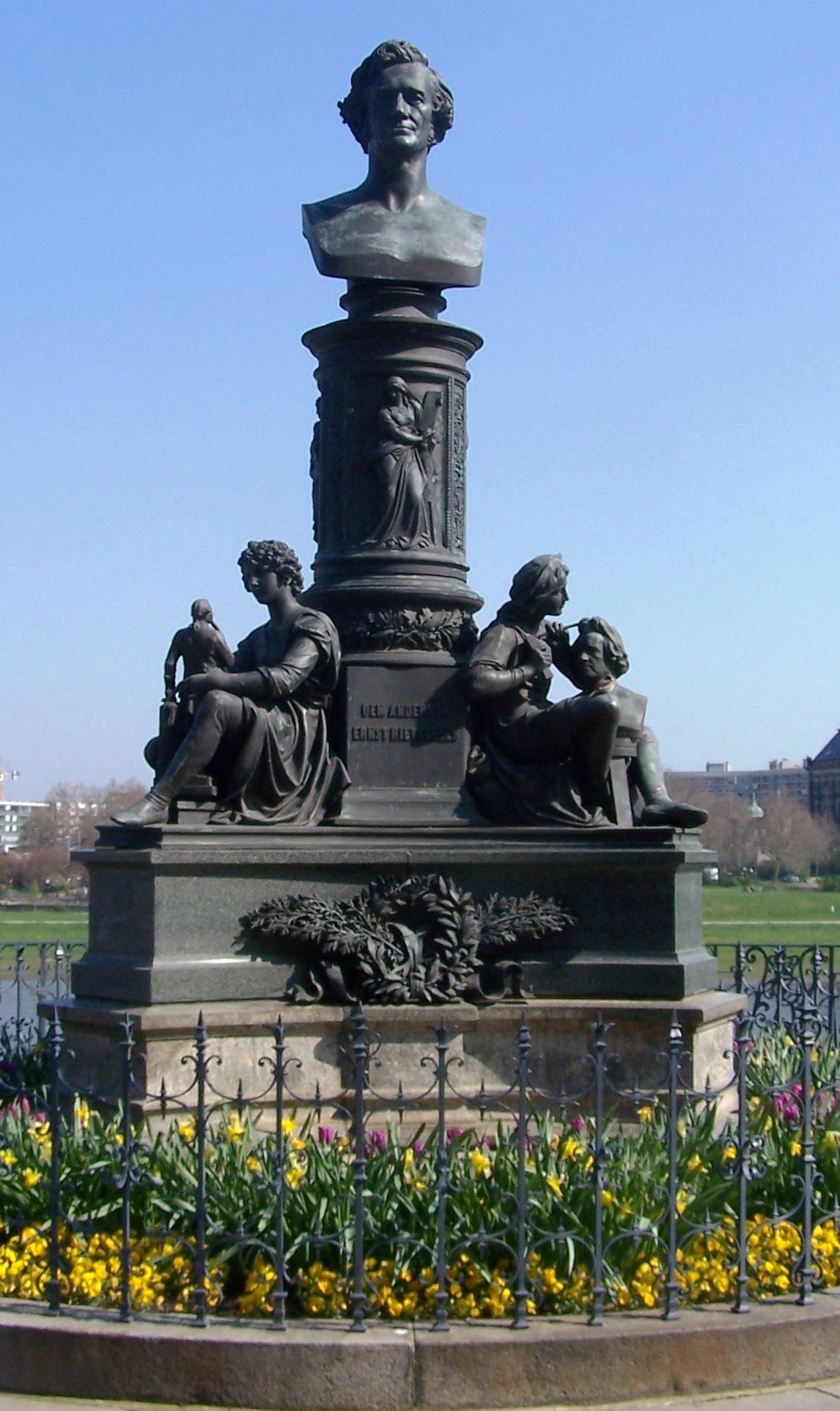
Busto raffigurante lo scultore Ernst Rietschel nella Brühlsche Terrasse

La Brühlsche Terrasse ("Terrazza di Brühl") è un celebre complesso architettonico di Dresda, in Germania, realizzato a partire dal 1738/1739 per volere del conte Heinrich von Brühl (1700-1763) sui resti delle antiche fortificazioni cittadine. È definita, per la sua posizione panoramica lungo il fiume Elba, il "Balcone d'Europa", definizione coniata da Goethe.

## Ubicazione e caratteristiche
La Brühlsche Terrasse si trova nelle immediate vicinanze di edifici importanti quali la Cattedrale della Santissima Trinità, lo Zwinger, il Castello, la Frauenkirche e l'Albertinum. Sulla terrazza si trovano vari edifici, quali il Landtag, il Secundogenitur e la Kunstakademie oltre al Brühlsche Garten. Vi si trovano inoltre opere dell'architetto Gottfried Semper, dello scultore Ernst Rietschel e del pittore Caspar David Friedrich.

## Storia
Negli anni trenta del XVIII secolo, il terreno su cui sorge la terrazza fu donato al conte Heinrich von Brühl, collaboratore dell'imperatore Federico Augusto II, nonché direttore delle collezioni d'arte cittadine. Quest'ultimo, tra il 1738-1739 e il 1748, fece trasformare il terreno in un giardino privato, dove fece erigere anche svariate costruzioni. Nel 1748, fu aggiunta anche una biblioteca dall'architetto Johann Christoph Knöffel.
Tra il 1811 e il 1814 fu aggiunta alla terrazza la celebre scalinata che scende verso la Hofkirche, realizzata da Gottlob Friedrich Thormeyer. Nel 1814 la terrazza fu aperta al pubblico, diventando così un punto di ritrovo abituale per la popolazione della città. Nel 1842 vi fu realizzato da Otto von Wolframsdorf il quarto Belvedere.
Tra il 1868 e il 1871 la scalinata fu ornata dallo scultore Johannes Schilling da statue raffiguranti Le quattro ore del giorno., che quarant'anni dopo, nel 1908, sarebbero state sostituite da copie in bronzo. Una sensibile ristrutturazione della terrazza fu operata poi tra il 1884 e il 1906, quando fu, tra l'altro, demolito il Palazzo Brühl.

## Punti d'interesse

### Edifici
- Landtag (palazzo del parlamento)[3]
- Secundogenitur, biblioteca costruita per la seconda generazione dei Brühl[3]
- Kunstakademie (accademia d'arte), conosciuta anche come Zitronenpresse ("spremilimoni"), per via della sua cupola[3]
- Fontana dei Delfini